# Catedral basílica de Nuestra Señora de los Siete Dolores (Navrongo)
La Catedral Basílica de Nuestra Señora de los Siete Dolores (en inglés: Cathedral Basilica of Our Lady of Seven Sorrows) es una catedral católica y basílica dedicada a la Virgen María situada en la localidad de Navrongo, en el país africano de Ghana. La basílica es la sede de la diócesis de Navrongo-Bolgatanga. La iglesia fue dedicada oficialmente el 17 de mayo de 2006.